# Apomarsupella rubida
Apomarsupella rubida là một loài rêu tản trong họ Gymnomitriaceae. Loài này được (Mitt.) R.M. Schust. mô tả khoa học lần đầu tiên năm 2002.